# Шарипбаев, Алтынбек Амирович
Шарипбаев Алтынбек Амирович (род. 16 июня 1952 г. в с. Жамбыл Нарынкольского района Алматинской области)  – кандидат физико-математических наук, доктор технических наук, профессор по группе специальностей «Информатика, вычислительная техника и управления», академик Международной Академии информатизации, академик Академии педагогических наук Республики Казахстан. 

## Образование
1974 г. – высшее образование по специальности "Прикладная математика", КазГУ им. С.М. Кирова. 

1981 г. - аспирантура МГУ им. М.В. Ломоносова, специальность "Математическое и программное обеспечение вычислительных машин, систем и сетей".

1989 г. - изучал французский язык в МГПИЯ им. М. Тореза. 

## Трудовая деятельность
1974-1975 гг. - математик-программист в КазГУ им. С.М. Кирова. 

1975-1981 г. - стажер-исследователь, аспирант МГУ им. М.В. Ломоносова. 

1981-1992 гг. - ассистент, доцент, заведующий кафедрой КазГУ им. С.М. Кирова. 

1992-1997 гг. - заведующий лабораторией Института проблем информатики и управления АН РК. 

1997-1998 гг. - заведующий кафедрой в КазГАУ им. Т. Рыскулова. 

1998-2000 гг. - директор Центра информационных технологий. 

Занимал должность президента АО «Центр международных программ».  

С 2000 года по наст. время - профессор кафедры «Теоретическая информатика» ЕНУ им. Л.Н. Гумилева. 

Директор Института искусственного интеллекта ЕНУ им. Л.Н. Гумилева. 

## Научная деятельность

### Информатика
Формализованы семантики продукционных и логических языков программирования, разработаны методы и алгоритмы верификации программных и аппаратных средств. 

Научные результаты были внедрены в крупные научные центры СССР: 

- 1976-1981 гг. - «Транслятор с языка имитации космических систем» в Летно-испытательском институте, г. Жуковск.
- 1988-1989 гг. - «Система верификации цифровых схем» в Научно-производственном центре г. Зеленоград.
- 1990-1991 гг. - «Система параллельного программирования для многопроцессорного вычислительного комплекса» в Международном научно-исследовательском центре электронной вычислительной техники, г. Москва.

### Искусственный интеллект и компьютерная лингвистика
Является основоположником научной школы по искусственному интеллекту, системному программированию и информационным технологиям в Казахстане.  

Шарипбаев вместе со своими учениками впервые разработали математическую теорию казахского языка, где обоснованы и формализованы фонетические закономерности, морфологические и синтаксические правила, построены алгоритмы анализа и синтеза слов и предложения, а также алгоритмы распознавания речи. Разработал математические модели грамматических правил казахского языка для автоматизации анализа и синтеза письменной и устной речи, технологию интеллектуальной обучающей системы, интеллектуальную систему защиты информации. 

Научные результаты были применены в 2002-2006 гг. для создания «Электронных учебных изданий для автоматизации обучения по казахскому языку», «Системы дистанционного обучения государственных служащих казахскому языку» и других компьютерных программ, внедренных в Министерстве культуры и информации, Министерстве образования и науки РК, АО «Казахстан Темир Жолы». 

### Информационные технологии
Созданы и внедрены автоматизированные системы в различных организациях Республики Казахстан: 

- 1992-1994 гг. - «Автоматизированная депозитарная система ценных бумаг» в Департаменте государственного имущества г. Алматы.
- 1994-1998 гг. - «Автоматизированная система учета коммунальных платежей» в горжилкомхоз и кооперативы собственников квартир г. Алматы.
- 1997-1998 годы - «Автоматизированная система выбора» в акимате Бостандыкского района г. Алматы.
- 2003-2005 гг. - «Автоматизированная информационная база счетного комитета» в Счетном комитете РК.
- 2003-2005 гг. - «Автоматизация система создания электронных учебных изданий» в Министерстве образования и науки РК и нескольких высших учебных заведениях.

Научные интересы – теория программирования, искусственный интеллект (вычислительная лингвистика, обработка естественного языка, речевые технологии), информационная безопасность, информационная безопасность и цифровизация социально-экономической сферы. В результате научных исследований опубликовано более 500 научных работ, из них 55 статей Scopus, H-index 10  и  26 статьи WoS, H-index 6.
В области теории программирования он формализовал семантику взаимозаменяемости и логических языков программирования, создал методы автоматизации проверки программно-аппаратных средств. На основе этих исследований защищены кандидатская диссертация «Частичная верификация программ на языке символьных процессоров» и докторская диссертация «Верификация программно-аппаратных средств вычислительных машин и систем». Полученные научные результаты были внедрены в научные центры СССР в 1976-1991 гг.: "Транслятор языка моделирования космических систем" в Летно-испытательном институте (г. Жуковский); «Система проверки цифровых цепей», в НПЦ (г. Зеленоград); «Система параллельного программирования для многопроцессорного вычислительного комплекса» в Международном научном центре электронных вычислений (Москва).
  В области искусственного интеллекта (компьютерной лингвистики) были разработаны математическая теория казахского языка и методы анализа и синтеза письменных и устных предложений казахского языка. Это позволило автоматизировать грамматический анализ и синтез казахских текстов и преобразование устного в письменное, а письменного в речь, что дало возможность создать искусственный интеллект на казахском языке. В результате компьютер смог понять смысл предложений на казахском языке, ответить на поставленный человеком вопрос и оценить правильность ответа, данного человеком на заданный им вопрос.
В области информационной безопасности и защиты информации разработаны методы, позволяющие создавать надежные криптосистемы на основе неклассической (вероятностной, нечеткой) логики, оценки и аудита рисков и альтернативных математических (автоматических, квантовых и нейросетевых) моделей.
Учебно-методическая деятельность
11 учебников ("Информатика на казахском и русском языках", "Теория языков и автоматов на казахском и русском языках", "Нейронные сети на казахском и русском языках", "Информационная безопасность и защита информации ") и 13 учебных пособий ("Языки обработки символов", "Технология программирования", "Математика для информатики", "Создание и администрирование реляционных баз данных" и др.), опубликовано 5 монографии ("Доказательство корректности программно-аппаратных средств", "Справочник ценных бумаг", "Проблемы перевода казахской письменности на латинскую графику", "Математические и онтологические модели грамматики казахского языка") и 5 словарей ("Терминологический словарь по информатике и вычислительной технике"; "Терминологический словарь информационно-коммуникационных технологий";  "Орфографический словарь на латинской графике"); 4 толковых словаря ("Толковый словарь научной информатики и вычислительной техники", "Толковый словарь информатики на английском, русском и казахском языках", "Термины и определения автоматизированных систем на английском, русском и казахском языках", "Единая система программной документации на английском, русском и казахском языках терминов и определений"), получено более 30 авторских свидетельств, подготовлено 9 Государственных стандартов образования по специальностям по направлению информационно-коммуникационных технологий.

### Членство в диссертационных советах вузов
С 2001 г. - председатель Технического комитета № 41 по стандартизации в области автоматизации и информатизации при ЕНУ им. Л.Н. Гумилева. 

С 2007 г. - председатель диссертационного совета по защите докторских диссертаций по специальностям «05.13.11 - Математическое и программное обеспечение вычислительных машин, комплексов и компьютерных сетей». 

С 2008 г. - председатель диссертационного совета Д. 14.61.01 по защите докторских диссертаций по специальностям «05.13.11 – Математическое и программное обеспечение вычислительных машин, комплексов и компьютерных сетей», «05.02.23 – Стандартизация и управление качеством продукции». 

## Награды и достижения
2001 г. - лауреат государственной премии Республики Казахстан в области образования, науки и техники. 

2003 г. - медаль за заслуги в развитие науки Республики Казахстан. 

2005, 2010 гг.  - грант «Лучший преподаватель вуза» Республики Казахстан. 

2011 г. - медаль Таможенного союза. 
2015 г. - Юбилейная медаль «20 лет Конституции Республики Казахстан».
2015 г. - медаль имени Л. Н. Гумилева.
2017г. - Медаль Культегина. 
2005 г., 2010 г., 2021 г. - гранты «Лучший преподаватель вуза» Министерства образования и науки Республики Казахстан.